# Schluein
Schluein é uma comuna da Suíça, no Cantão Grisões, com cerca de 506 habitantes. Estende-se por uma área de 4,81 km², de densidade populacional de 105 hab/km². Confina com as seguintes comunas: Castrisch, Falera, Ilanz, Ladir, Ruschein, Sagogn.
A língua oficial nesta comuna é o Romanche.